# サントリー食品インターナショナル

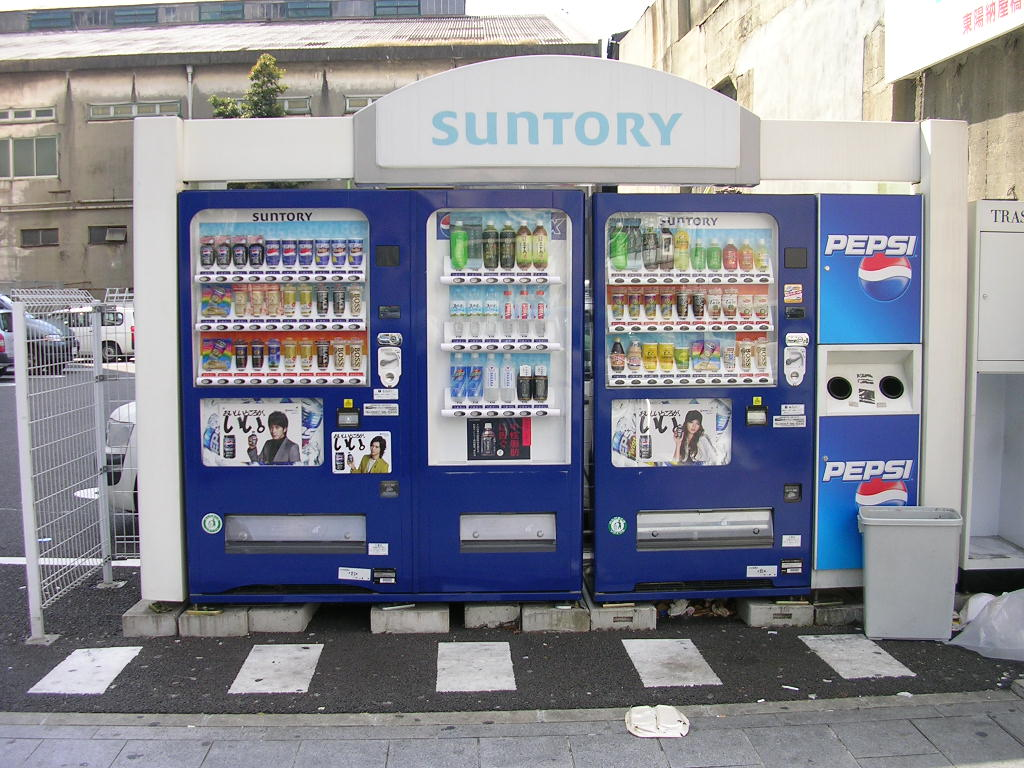
自動販売機の一例

サントリー食品インターナショナル株式会社 （サントリーしょくひんインターナショナル、英: Suntory Beverage & Food Limited）は、東京都港区芝浦に本社を置く、日本の洋酒・ビールメーカーであるサントリーホールディングス傘下の清涼飲料事業子会社である。
コーポレート・スローガンは「水と生きる」。

## 会社概要
サントリーグループ内のソフトドリンク部門を受け持つ。主要機能子会社のサントリーフーズを主軸に国内外に事業を展開している。海外では1980年にアメリカで清涼飲料事業に進出し、ペプシブランドを製造・販売するペプシ・ボトリング・ベンチャーズ社の経営を手がける他、 2009年にはオランジーナ・シュウェップス・グループの経営権を取得している。2013年7月3日に東証1部に上場した。 サントリーグループではダイナックについで2社目の上場となった。なお新聞・ラジオNIKKEI・NHKラジオ第2放送の株式市況では「サントリーBF」と略されている（BFは英語社名「Suntory Beverage & Food Limited」から略したものである）。

## 沿革
- 2009年
  - 1月23日 - サントリー株式会社がサントリー食品株式会社を設立。
  - 4月1日 - サントリー株式会社の純粋持株会社化にあたり、会社分割により同社の国内外食品事業を継承。その際、以前から飲料の販売を行っていたサントリーフーズ株式会社を傘下にするとともに、飲料の製造を行う4工場を子会社のサントリープロダクツ株式会社へ移管[3]。
  - 7月28日 - 株式会社ニチレイフーズのアセロラ飲料事業（「ニチレイアセロラドリンク」など）を取得することを発表[4]。同年12月から販売を開始し、2010年5月11日の全面リニューアル（一部製品のサイズは同年4月20日に先行発売）をもって同社製品となる[5]。
- 2010年11月12日 - 日本ミルクコミュニティ株式会社（現・雪印メグミルク株式会社）と紙パック製品に関する販売契約を締結[6]。これにより、2011年春からサントリーブランドの紙パック入り飲料は日本ミルクコミュニティを通じた販売となる。
- 2011年1月1日 - 組織変更により、フルコア・グループ、オランジーナ・シュウェップス・グループ、セレボス・パシフィック・リミテッド、ペプシ・ボトリング・ベンチャーズLLC等を傘下に移管し海外における清涼飲料事業を統合したことにより、サントリー食品インターナショナル株式会社に商号変更。併せて、中国事業関連の組織やグループ会社をサントリー（中国）ホールディングス有限公司へ移管[7]。
- 2013年7月3日 - 東京証券取引所市場第一部に上場[2]。
- 2014年7月1日 - 第一三共ヘルスケア株式会社とライセンス契約を締結し、「リゲイン エナジードリンク」を発売[8]。
- 2015年
  - 4月7日 - アメリカのケロッグ・カンパニーとライセンス契約を締結し、「ケロッグ 飲む朝食 フルーツグラノラ」を発売[9]。
  - 5月25日 - 同年9月をもって飲料事業からの撤退を表明している日本たばこ産業株式会社（JT）との間で株式会社ジャパンビバレッジホールディングス、ジェイティエースター株式会社、株式会社ジャパンビバレッジエコロジーの株式、「Roots」、「桃の天然水」のブランド取得について基本合意書を締結したことを発表[10]。
  - 7月7日 - JTとの間で最終契約書を締結したことを発表[11]。
  - 7月31日 - JTから飲料自動販売機オペレーター事業子会社3社の株式と2つのブランドを取得。これにより、株式会社ジャパンビバレッジホールディングスとジェイティエースター株式会社がグループの一員となる。
- 2016年9月24日 - JTからブランドを取得した「桃の天然水」及び「Roots」のボトル缶ブラックコーヒー「ルーツ アロマブラック」の2製品をセブン&アイ・ホールディングス傘下の系列店舗限定製品として発売（なお、当日発売はセブン-イレブンのみで、イトーヨーカドーなどの他の系列店舗は2日後の9月26日より発売）。
- 2021年
  - 春 - 本社を東京都中央区京橋から同港区芝浦に移転[12]。
  - 5月28日 - 将棋の棋戦（準公式戦）として「SUNTORY 将棋オールスター 東西対抗戦」の創設を発表。同日、ダイナックの東証2部上場廃止に伴い、サントリーグループ唯一の東証上場企業となる。
  - 11月1日 - 味の素AGF株式会社との間で、「ブレンディボトルコーヒー」の製造・販売権並びに「ブレンディ」の商標ライセンス契約を締結した事を発表[13][14]。

## 歴代社長
|   | 氏名       | 在任期間                | 出身校                   |
| - | ---------- | ----------------------- | ------------------------ |
| 2 | 白井省三   | 2009年01月 - 2011年01月 | 一橋大学経済学部         |
| 3 | 鳥井信宏   | 2011年01月 - 2016年03月 | 慶應義塾大学経済学部     |
| 4 | 小郷三朗   | 2016年03月 - 2019年03月 | 京都大学法学部           |
| 5 | 斎藤和弘   | 2019年03月 - 2023年03月 | 早稲田大学法学部         |
| 6 | 小野真紀子 | 2023年03月 -            | 東京外国語大学外国語学部 |

## 主要商品

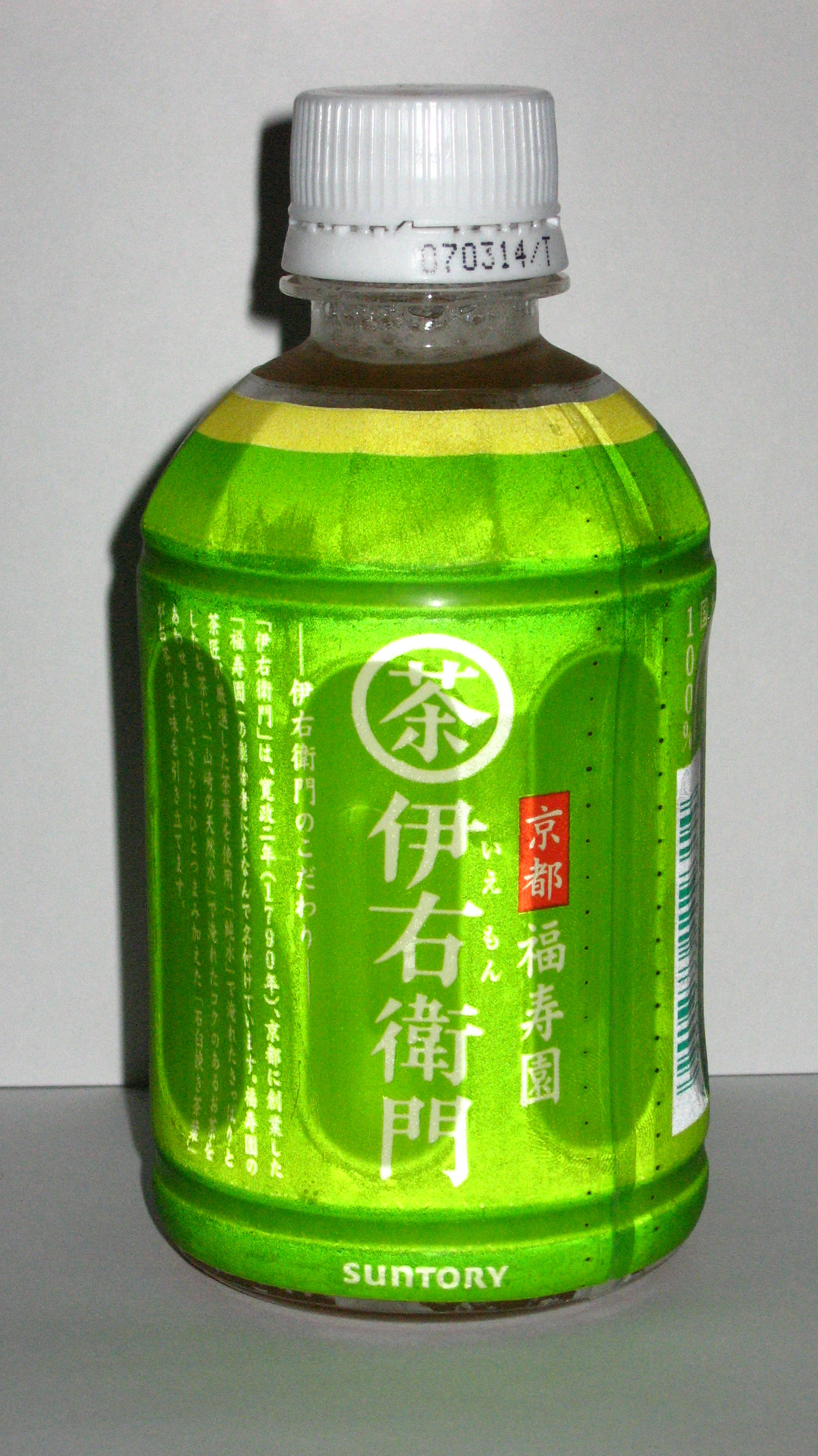
伊右衛門(旧デザイン)

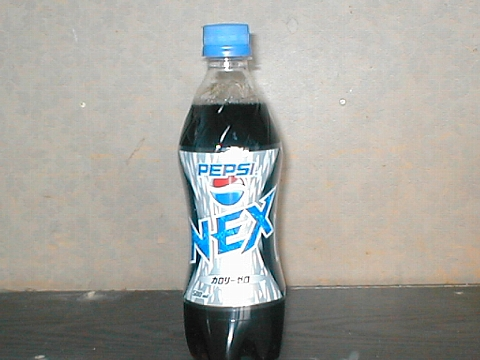
ペプシネックス
(後のペプシジャパンコーラ〈ZERO〉 → ペプシ生〈ZERO〉)

- BOSS - ウェストの後継ブランドとして発売
- Roots - 2015年7月にJTからブランドを取得し、2016年9月よりセブン&ホールディングス系列店舗限定で取り扱いを開始。当面は「アロマブラック」のみ。
- サントリーウーロン茶 - 1981年発売
- 伊右衛門 - 2004年発売
- ペプシコーラ - 1998年発売でそれ以前は日本ペプシコ・インク社から発売されていた。
- C.C.レモン - 1994年発売
- デカビタC - 1992年発売。
- オランジーナ - フランス・シュウェップス社の炭酸飲料。日本では2012年3月発売。
- なっちゃん
- ニチレイアセロラドリンク - 2010年5月にニチレイフーズから事業を譲受、取り扱いを開始。
- 桃の天然水 - 「Roots」同様、2015年7月にJTからブランドを取得し、2016年9月よりセブン&ホールディングス系列店舗限定で取り扱いを開始。

## オフィス向けサービス
サントリー食品インターナショナルは2021年10月に首都圏エリアで法人向け自販機サービス「社長のおごり自販機」を開始した。コミュニケーション活性化を目的としたこのサービスは、社員二人が同時に社員証を自販機に接触させることで、それぞれ飲み物を無料で受け取れるものである。このサービスの名前は法人が購入代金を負担することを「社長のおごり」にちなんでつけられており、社長の部分を別の名前に変えることもできる。やがて首都圏外からも設置要望が寄せられるようになり、2022年5月に全国展開した。加えて、社員証を導入していない企業向けに有料の専用カードも用意した。2023年の時点で導入企業は360社を超えた。
これとは別に、2022年には同社は軽食販売自販機「ボスマート」も開始した。こちらは棚と自販機がセットになっており、自販機のボタンを押すと棚の中の軽食を購入できる。この仕組みの背景には、従来の置き菓子における代金の決済および管理方法が課題として存在していたことや、自販機における余剰ボタンの存在が挙げられる。自販機に専用のプログラムを組み込むことでセルフレジとして運用されており、現金の盗難リスクが少ないとされている。また、軽食は飲料と同じトラックで運搬される。2021年にテスト運用として8000台が稼働したのち、2022年5月に正式運用された。
同時期には熱中対策自販機「DAKARA給水所」が導入された。こちらは専用カードを自販機に接触させることで飲み物を1本無料で得られるものであり、「社長のおごり自販機」の発展版と受け止めるメディアもあった。

## 主要子会社

### 日本
- サントリーフーズ - 清涼飲料の販売
- サントリーフーズ沖縄 - 沖縄県内の清涼飲料・食品の販売
- サントリービバレッジソリューション - 自動販売機事業、ファウンテン事業、ウォーター事業等
- サントリービバレッジサービス - 自動販売機チャネルを主とする清涼飲料販売（自販機オペレーター）
- ジャパンビバレッジホールディングス - 自動販売機による清涼飲料・食品の販売
- サンベンド - サントリーグループの自動販売機・ディスペンサーの設置・整備・メンテナンス
- サントリープロダクツ - 清涼飲料の製造

### 欧州
- Suntory Beverage & Food Europe - 欧州を中心とした飲料事業の経営戦略の立案、経営管理等（本社はイギリスに所在）
- Orangina Schweppes Group - フランスを中心とした清涼飲料の製造・販売
- Lucozade Ribena Suntory Group - イギリスを中心とした清涼飲料の製造・販売

### アジア
- Suntory Beverage & Food Asia - 東南アジアを中心とした食品事業のM&A戦略の立案と推進及び、経営管理（本社はシンガポールに所在）
- BRAND'S Suntory - タイでの健康食品及び加工食品の製造・販売
- Suntory Garuda Group - インドネシアでの清涼飲料の製造・販売
- Suntory PepsiCo Vietnam Beverage - ベトナムでの清涼飲料の製造・販売
- Suntory PepsiCo Beverage Thailand - タイでの清涼飲料の製造・販売

### オセアニア
- Frucor Suntory Group - ニュージーランド、オーストラリアでの清涼飲料の製造・販売
- Cerebos Group - オーストラリアでの健康食品及び加工食品の製造・販売

### 米国
- Pepsi Bottling Ventures Group - 清涼飲料の製造・販売（ペプシ系ボトラー）